# Daniel Octobre
Daniel Jules Marie Octobre, né à Paris 15e le 10 décembre 1903 et mort à Paris 16e le 19 avril 1995, est un peintre, graveur, émailleur et céramiste français.

## Biographie
Fils du sculpteur Aimé Octobre (1868-1943), Daniel Octobre intègre l'École des beaux-arts de Paris en 1924, où il devient l'élève d'Ernest Laurent. Il remporte le prix de Rome de peinture en 1928 avec un Concert champêtre et séjourne à Rome.
À son retour à Paris, il expose au Salon de la Société nationale des beaux-arts et au Salon des Tuileries, en se spécialisant dans le portrait et le nu. Il reçoit plusieurs commandes décoratives, dont des fresques pour le palais de justice de Gien en 1942, des fresques pour l'église de Meung-sur-Loire et les émaux du maître-autel de l'église de Châtel-Guyon.
Il participe après 1945 aux chantiers de reconstruction des villes du Loiret, détruites à la fin de la Seconde Guerre mondiale.
Il est nommé chevalier de la Légion d'honneur en 1955.
Il fut le camarade d'atelier à l'Ecole des Beaux-arts de Paris du peintre Léon Gard. Leur amitié perdurera toute leur vie.